# Temple romain
Pour les articles homonymes, voir temple.
Un temple romain (latin : templum ou aedes) peut désigner l'espace sacré (templum) dans lequel sont organisées des activités rituelles comme la prise des auspices ou, par extension, toute construction élevée sur cet espace inauguré (aedes). Ces constructions monumentales de l'architecture romaine peuvent être destinées à la pratique extérieure d'un des cultes de la religion romaine, à loger symboliquement une administration ou encore à vénérer une personne. Les vestiges des temples romains sont parmi les plus impressionnants et les mieux conservés des vestiges archéologiques romains, parfois grâce à leur conversion en église chrétienne. Les Romains pratiquent également un culte domestique à l'aide de petits temples domestiques : les laraires.
Pour un article plus général, voir Architecture romaine.

## Définition et termes latins
L'étymologie du substantif neutre latin templum est discutée. Ou bien, comme le suggère Varron, il serait dérivé de la racine *temh₁- (« couper ») au sens de « espace découpé par l'augure » pour l'observation des présages,,. Ou bien il serait dérivé de la racine *temp- (« tendre, tirer un fil »), au sens de « espace mesuré par un fil tendu ».
À la suite de Pierre Gros, il est devenu usuel de souligner que le latin templum (« espace circonscrit, orienté et inauguré ») et le français temple (« construction religieuse ») ne sont pas coextensifs. En effet, certains temples ne sont pas des templa : c'est notamment le cas de tous les édifices ronds, tel l'aedes Vestae (« temple de Vesta ») à Rome, ; et il existe des templa qui ne sont dédiés à aucune divinité : c'est notamment le cas où celui où le peuple se réunit pour élire les magistrats.
Bien que le terme actuel « temple » soit un emprunt direct au latin templum, il peut servir également à traduire d'autres termes latins comme aedes et aedicula, delubrum, fanum, sacellum, sacrarium, curia ou lucus.

### Letemplumaugural
Le templum désigne un espace terrestre, généralement rectangulaire, correspondant à l'espace délimité dans le ciel par un augure à l'aide de son bâton et approuvé par les auspices (augurii aut auspicii causa). C'est à l'intérieur de cet espace que ce prêtre effectue ses observations (comptage des oiseaux, passage de nuages, etc.). Seul ce qui peut survenir ou être visible depuis ce périmètre, séparé des alentours profanes, est pris en considération par l'augure et a une signification religieuse. Cette pratique des augures est désignée comme la contemplatio, d'où le mot français « contemplation » tire son origine. Les signes étant toujours considérés comme les manifestations d'un dieu, les Romains estiment que le dieu qui s'est manifesté souhaite que l'espace désigné par les augures lui soit réservé. Le templum est à l'origine de l'architecture sacrée dans l'Italie archaïque.

### L'aedeset l'aedicula
Selon Varron, l'aedes diffère du templum parce qu'il n'est consacré que par un pontife, alors que le templum est en plus inauguré. Généralement, chez les auteurs antiques, l'aedes désigne le bâtiment où réside une divinité,. La matérialisation du templum originel en un bâtiment découle vraisemblablement de la nécessité de séparer physiquement l'espace sacré, ou le sanctuaire (sacrarium), des profanes, c'est-à-dire du monde extérieur. L'aedes conserve l'orientation du templum à l'intérieur duquel il est construit. Il arrive que des aedes ne soient pas construits dans une enceinte consacrée comme c'est le cas pour le temple de Vesta. Au contraire, des édifices bâtis dans les limites d'un templum ne sont pas toujours considérés comme des aedes comme les rostra ou la curia senatus.
Le terme aedicula, « édicule » en français, dérive du terme aedes. Il s'agit souvent d'un sanctuaire de petite taille inclus dans un aedes.

### Les autres termes
Le delubrum désigne l'ensemble de l'aire sacrée, contenant le templum, souvent pavée pour marquer la délimitation ou entourée de portiques.
Le terme fanum est un terme très générique qui peut être utilisé par les auteurs antiques pour désigner indifféremment tout type d'aire ou d'édifice sacrés, du petit bois au grand temple. Il est souvent employé par les archéologues pour qualifier les lieux de cultes gallo-romains.
Le sacellum est un lieu consacré à une divinité à ciel ouvert (sine tecto), souvent de petites dimensions.
Selon Ulpien, le sacrarium correspond à la salle d'un édifice lié à un templum dans laquelle sont déposés les objets sacrés (locus in quo sacra reponuntur).
La curia correspond à un templum contenant un autel pour procéder aux sacrifices et qui peut contenir un sacrarium.
Enfin, un lucus est un lieu sacré, souvent matérialisé par un petit bois, compris dans les limites du templum auquel il est lié. Il s'agit généralement de sanctuaires situés en dehors des limites des villes.

## Construction d'un temple
La construction d'un temple doit respecter cinq étapes : le votum initial, la locatio, l'inauguratio, la consecratio et enfin la dedicatio.

### Votum
Il s'agit de la formulation d'un vœu ou d'une promesse de construire un temple dédié à une divinité. Ce vœu est généralement formulé par un général à l'occasion d'une bataille (avant pour obtenir les faveurs d'un dieu, pendant pour en appeler à un dieu et faire basculer l'issue des combats ou après en remerciement à un dieu pour la victoire obtenue), durant des luttes politiques internes ou lors d'une catastrophe naturelle.

### Locatio
La locatio proprement dite (« localisation ») consiste dans le choix du site sur lequel le temple sera édifié, avec l'indication de ses limites relatives. Mais la locatio s'entend également plus largement : elle comprend alors la locatio (« adjudication ») de la locatio conductio operis faciendi (« contrat de louage d'ouvrage ») avec le conductor (« entrepreneur »).
Une fois le vœu formulé, il faut choisir le lieu de construction et établir l'orientation du temple. Selon Vitruve, l'entrée d'un temple romain doit être tournée autant que possible vers le couchant (vers l'ouest). La statue de culte est disposée selon la même orientation de sorte qu'un fidèle en prière ou offrant un sacrifice devant l'autel est tourné vers le levant (vers l'est),. Lorsqu'il n'est pas possible d'édifier le temple selon cette orientation, il est fait en sorte qu'on puisse, de cet édifice, embrasser du regard la plus grande partie de la ville. Enfin, lorsqu'un temple est construit le long d'une rue ou au bord d'une route, on fait en sorte que les passants puissent voir l'intérieur et ainsi saluer la divinité.

### Inauguratio

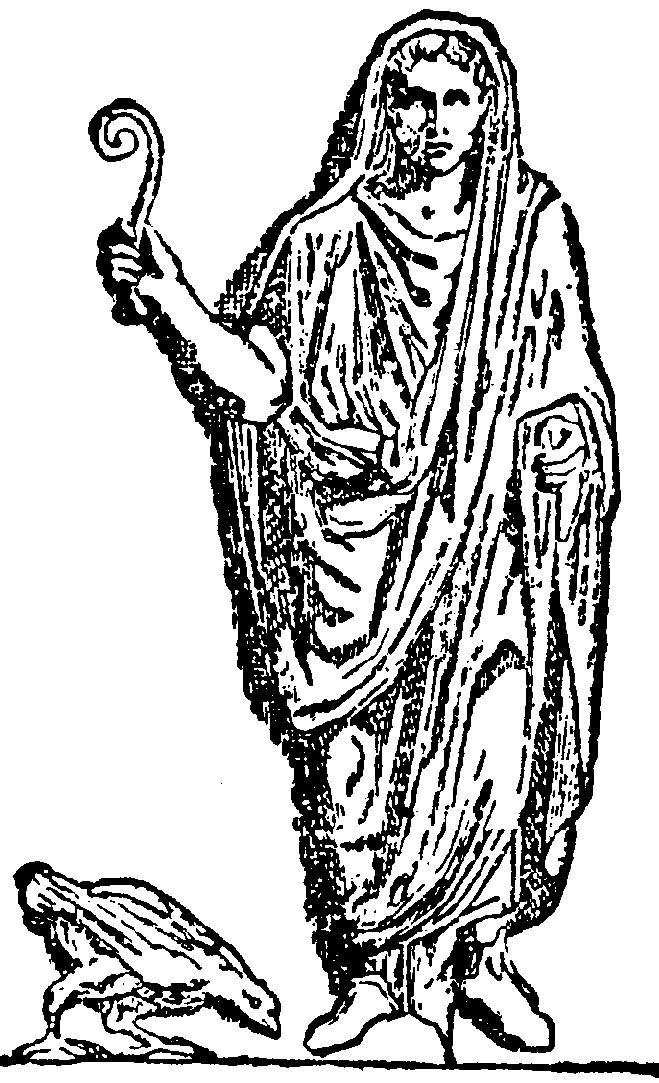
Représentation d'un augure tenant le lituus (Nordisk familjebok, reprod. d'un bas-relief conservé au Musée des Offices).

L'inauguratio (« inauguration ») suit la locatio ou accompagne celle-ci. Le rite de l'inauguratio est toujours célébré par un augur (« augure ») qui officie seul, à la demande expresse d'un magistrat ou d'un prêtre. À la suite des travaux d'Isaac Marinus Josué Valeton, les auteurs admettent que la cérémonie comporte quatre phases successives. La première est l'auspicatio (« prise des auspices ») afin de s'assurer de l'aval de Jupiter. La deuxième est la liberatio par laquelle l'augure élimine les servitudes qui grèvent le sol. La troisième est la délimitation rituelle du lieu. La dernière est l'effatio par laquelle l'augure énonce les limites du temple.
Avant le début de la construction à proprement dite, le lieu choisi est délimité et consacré par un augure qui délivre l'espace de toute servitude divine. L'augure prend les auspices afin de s'assurer l'aval de Jupiter. L'endroit choisi est ensuite nettoyé et aplani. Puis l'augure, tenant son lituus de la main droite, invoque les dieux et marque dans le ciel l'espace sacré en traçant une ligne d'est en ouest. Ainsi, l'augure sépare l'espace de ce qui l'environne, le purifie et le sanctifie (effatum et liberatum). Le bornage du futur temple avec des cippes est effectué à l'aide d'équerres et de cordeaux en suivant les mouvements de l'augure. Enfin, ce dernier prononce la déclaration inaugurale qui rend l'espace délimité inviolable.

### Consecratio
La consecratio (« consécration ») du temple précède sa dedicatio. Le rituel de la consecratio est célébré par un pontife. Celui-ci récite une formule des libri pontificales. Elle consiste en la création d'un aedes. À l'origine, l'acte de consecratio consiste à tracer avec une charrue deux axes perpendiculaires qui définissent l'orientation du site : le decumanus et le cardo.

### Dedicatio
La dedicatio (« dédicace ») conclut la fondation du temple. Lorsque le sanctuaire est public, le rituel de la dedicatio est d'ordinaire célébré par un magistrat cum imperio en exercice. En effet, un magistrat cum imperio sorti de charge, un magistrat sine imperio ou encore un privatus ne peut célébrer la dedicatio d'un tel sanctuaire qu'après y avoir été expressément autorisé par les comices. Il consiste en la répétition, par le magistrat, de la formule dédicatoire solennelle que le pontife a prononcé.
Une fois la construction achevée et les lieux consacrés, les prêtres peuvent procéder à l'inauguration officielle du temple (la dédicace). Ce jour (dies natalis) est célébré par des cérémonies annuelles.

## Gestion des temples
L'administration des temples de Rome, et de tout ce qui s'y rapporte, est un privilège du collège des pontifes. On appelle aeditui les hommes chargés de la gestion directe et quotidienne des temples.
En ce qui concerne la propriété des temples, il est établi que dans les temps anciens, un domaine foncier est attribué à chaque temple. Mais ces terres ne servent qu'à assurer la subsistance des prêtres. Les rituels publics (sacra publica) sont assurés aux frais de l'État. Ainsi on suppose que lorsque les dépenses pour l'entretien des temples, compensées par les tarifs sacerdotaux et les amendes, sont trop importantes pour permettre d'entreprendre des réparations, l'État se porte caution, à moins qu'un particulier n'assure la couverture de ces frais.

## Architecture

### Les influences étrusques et grecques

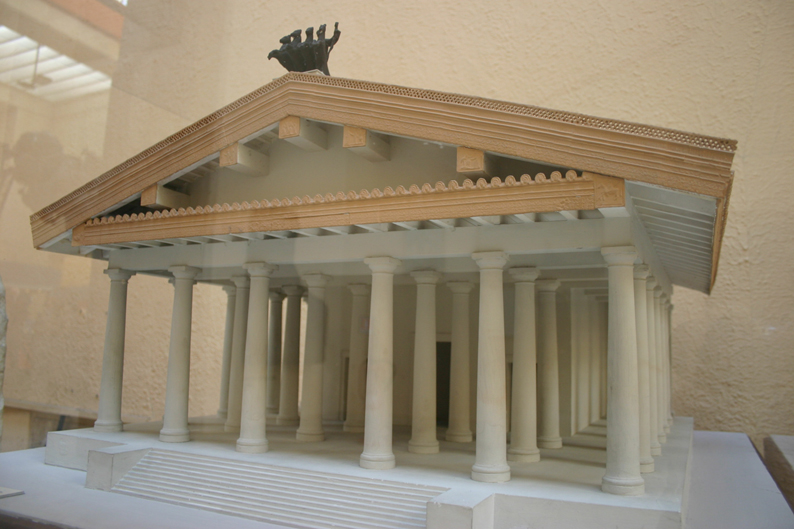
Maquette du temple de Jupiter Capitolin archaïque.

Il semble n'y avoir eu que très peu de temples dans les premiers temps de Rome et, si dans bien des cas la vénération d'une idole y est attestée de temps immémorial, le premier temple de cette même idole n'est construit qu'à une époque historique relativement récente. Les lieux d'adoration des premiers Latins ne devaient être le plus souvent que de simples autels ou des sacella.
L'apparition des premiers sanctuaires monumentaux dans le second quart du VIe siècle av. J.-C. représente une étape importante dans l'évolution de l'architecture romaine religieuse pour laquelle les influences étrusques se mêlent aux influences grecques. Les premiers temples romains suivent le modèle étrusque. Les temples jumeaux de style toscan de l'aire de Sant'Omobono sont parmi les premiers à être construits à Rome, à proximité du port fluvial. Le VIe siècle av. J.-C. voit la mise en chantier d'un temple d'importance, le temple dédié à Jupiter sur le Capitole dont la construction débute en 580 av. J.-C.. Les grandes dimensions du temple (54 mètres sur 74 mètres à la base) en font le plus grand monument de la péninsule italienne à cette époque. De nombreuses modifications sont introduites à cette occasion dans le plan type du temple romain : apparition d'un pronaos, des antae qui agrandissent la cella et d'un haut podium qui fait office de fondation et qui renforce l'axialité du temple : contrairement aux temples grecs qui peuvent être approchés de toutes les directions, le temple romain possède une orientation précise dans l'espace qui découle des rites auguraux. Vu de l'extérieur, le temple romain se caractérise par l'importance donnée à la façade alors que le mur du fond est souvent dépourvu de colonnade. Les premiers temples romains suivent un plan rectangulaire, un escalier extérieur en façade mène au porche (pronaos), une salle à colonnade ouverte sur l'extérieur, qui précède la cella intérieure, souvent tripartite. Le toit est à deux pans peu inclinés (« toit rampant ») couvert de tuiles en terre cuite.
Progressivement, l'influence architecturale grecque se fait davantage ressentir, surtout après l'invasion de la Grèce au IIe siècle av. J.-C., et devient prépondérante sur le modèle des temples romains. Peu à peu émerge une architecture romaine originale, synthèse des héritages grecs et italiques. Les plans au sol s'étirent en longueur, la cella est plus étendue que le porche, les trois pièces de la cella cèdent la place à une grande salle unique qui abrite la ou les statues de culte avec un autel devant chaque statue.

### Les différents éléments architecturaux

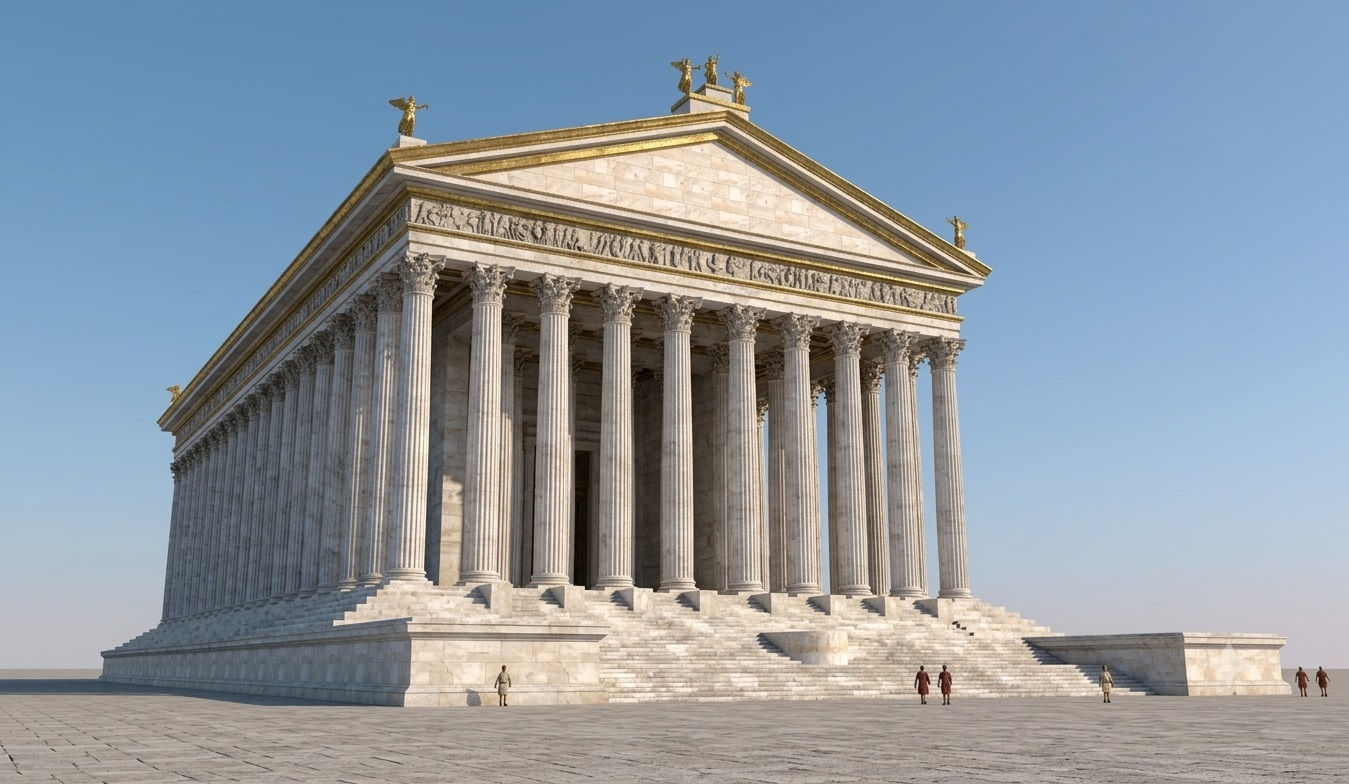
Restitution du Grand Temple de Tarse en Cilicie, sans doute le plus grand temple romain jamais édifié

#### Description générale
Le temple romain a généralement un plan rectangulaire ou circulaire. Pour les temples rectangulaires, si l'entrée est située sur un côté court, le temple est dit « oblong ». Mais il arrive plus rarement que l'entrée se situe sur un côté long, le temple est alors qualifié de « barlong » (par exemple le temple de la Concorde, le temple de Véiovis ou le temple de Castor et Pollux in Circo). Les temples romains combinent parfois la forme rectangulaire et circulaire selon un plan absidal.
Le temple romain est constitué d'un corps central ceint de mur qui abrite la cella. Le toit couvrant cette cella est appelé testudo, mais selon Varron, il peut ne pas y en avoir afin de laisser passer la lumière du jour pour illuminer l'effigie divine. Le corps du temple peut être entouré d'une ou plusieurs colonnades et est précédé d'un pronaos, un porche ou vestibule délimité par les colonnes en façade et les premières colonnes latérales.
Les proportions et la décoration du temple dépendent de l'ordre architectural utilisé. Ce dernier a évolué tout au long de l'histoire romaine. À l'origine, les Romains utilisent principalement l'ordre toscan puis adoptent les différents ordres grecs, l'ordre corinthien devenant le plus répandu. Les Romains introduisent un nouvel ordre architectural, l'ordre composite, qui mélange des éléments de l'ordre ionique et de l'ordre corinthien. Ils introduisent également de nouveaux éléments architecturaux comme la voûte, le dôme et l'arche. À l'époque archaïque, les matériaux principalement utilisés lors de la construction des temples sont le bois, la brique et le tuf. À l'époque républicaine, les architectes utilisent le tuf et le travertin, auxquels s'ajoute le marbre sous l'Empire.

#### Les colonnes

Différents plans au sol possibles montrant la disposition des colonnades par rapport au corps central pour les temples grecs et romains.

Les colonnes sont plus souvent lisses lorsqu'elles supportent des chapiteaux toscans ou doriques et plus souvent cannelées pour les chapiteaux des autres ordres.
Le plan architectural des temples peut varier sensiblement en fonction de la disposition des colonnes extérieures par rapport aux murs de la cella. On peut dire d'un temple qu'il est :
- prostyle : le temple ne dispose de colonnes que du côté de la façade ;
- périptère : le temple est entouré de colonnes sur ses quatre côtés ;
- pseudo-périptère : semblable au temple périptère mais les colonnes ou pilastres des portiques latéraux et postérieurs sont à demi-engagées dans les murs de la cella[29] ;
- périptère sine postico : le temple ne dispose de colonnes que sur trois côtés (la façade et les côtés latéraux), le mur postérieur du temple est prolongé de chaque côté d'une longueur correspondant à la largeur des portiques latéraux[30] ;
- tholos : temple rond ;
- péritpère diptère : les murs de la cella sont entourés par une double colonnade sur les quatre côtés, la colonnade proche des murs et le passage qu'ils forment sont dits « intérieurs » tandis que la deuxième colonnade et le passage qu'elle forme avec la première sont dits « extérieurs » ;
- pseudo-diptère : semblable au temple diptère, mais une des rangées de colonnes latérales est à demi-engagée dans les murs de la cella.

De plus, un temple peut être caractérisé par le nombre de colonnes qu'il comporte en façade et sur les longs côtés, les colonnes d'angle étant comptées deux fois. Pour les colonnes en façade, on utilise les expressions suivantes :
- tétrastyle : quatre colonnes en façade ;
- hexastyle : six colonnes ;
- octastyle : huit colonnes ;
- décastyle : dix colonnes en façade.

Enfin, on peut mesurer l'entrecolonnement, c'est-à-dire la distance entre deux colonnes successives :
- pycnostyle : la distance entre les colonnes est équivalente à une fois et demi le diamètre d'une colonne ;
- systyle : la distance est de deux diamètres ;
- eustyle : la distance est de deux diamètres et un quart ;
- diastyle : la distance est de trois diamètres ;
- araeostyle : l'entrecolonnement est supérieur ou égal à quatre diamètres de colonne.

#### Le fronton
Bien que très exceptionnellement conservés en original, les décors tympanaux des temples se laissent également étudier grâce à leurs reproductions fidèles sur les reliefs historiques et sur quelques rares monnaies impériales . Des mentions chez les auteurs antiques complètent le tableau.

## Temples romains célèbres

### Rome
- Temple d'Antonin et Faustine (prostyle hexastyle corinthien)
- Temple d'Apollon Sosianus (pseudo-périptère hexastyle corinthien)
- Temple de César (prostyle hexastyle corinthien ou ionique)
- Temple des Dioscures (périptère octastyle corinthien)
- Temple d'Hadrien (périptère octastyle corinthien)
- Temple d'Hercule Victor (périptère circulaire corinthien)
- Temple de Jupiter Capitolin (périptère sine postico hexastyle dorique puis corinthien)
- Panthéon de Rome (prostyle octastyle corinthien avec cella en dôme)
- Temple de Saturne (pseudo-périptère hexastyle ionique)
- Temple de Vénus et de Rome (périptère décastyle corinthien)
- Temple de Vespasien (prostyle hexastyle corinthien)
- Temple de Vesta (temple rond corinthien)

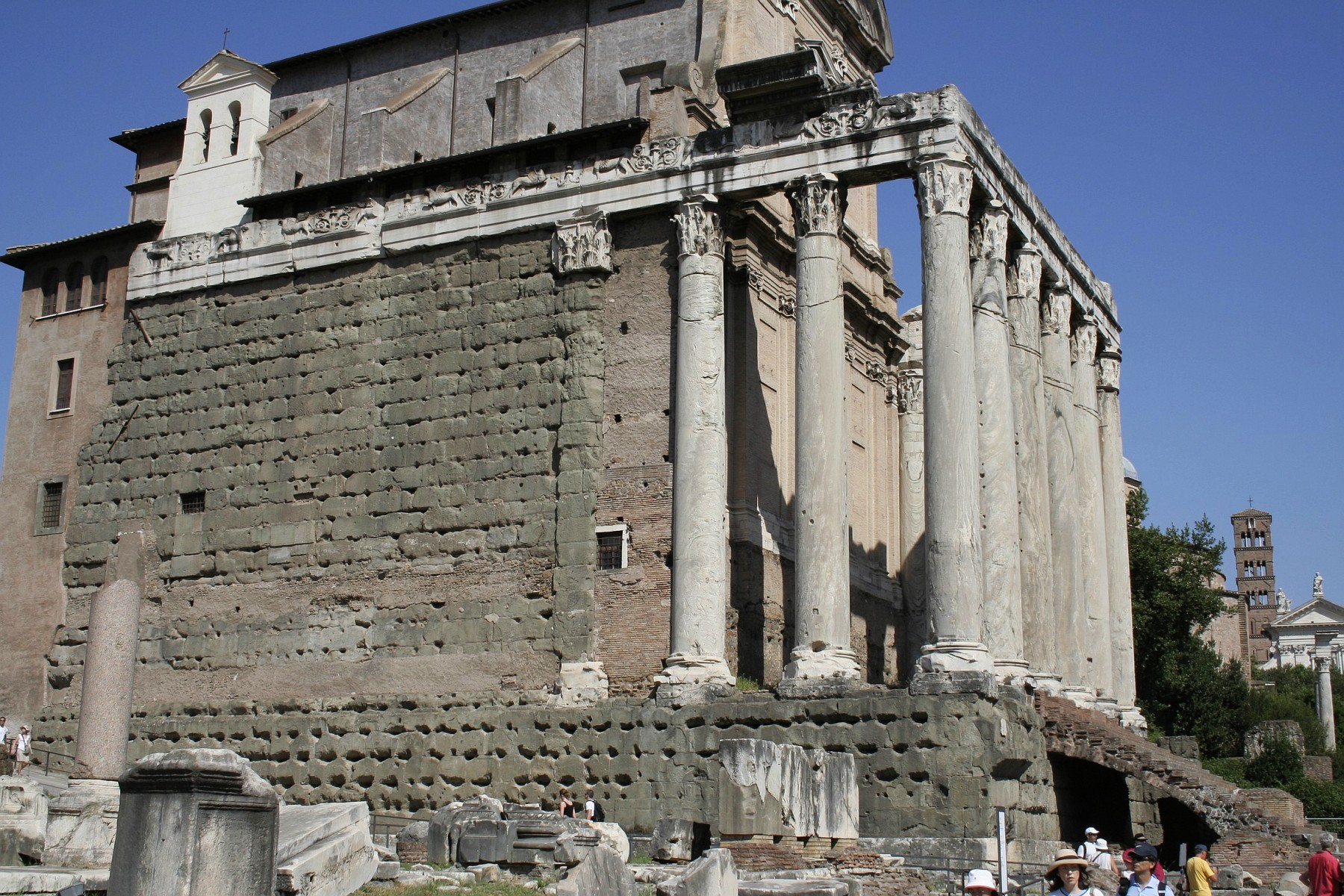
Temple d'Antonin et Faustine
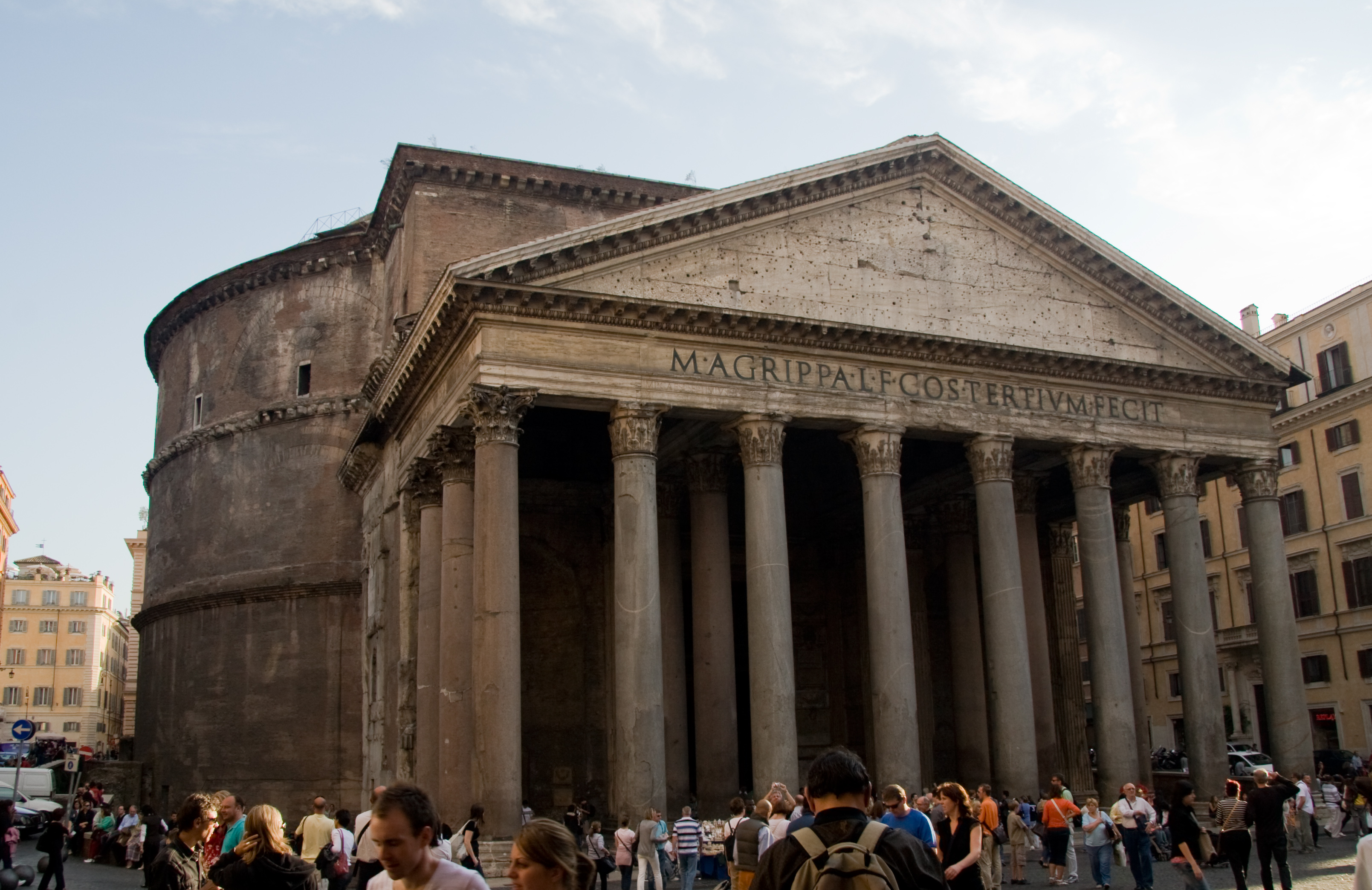
Panthéon de Rome
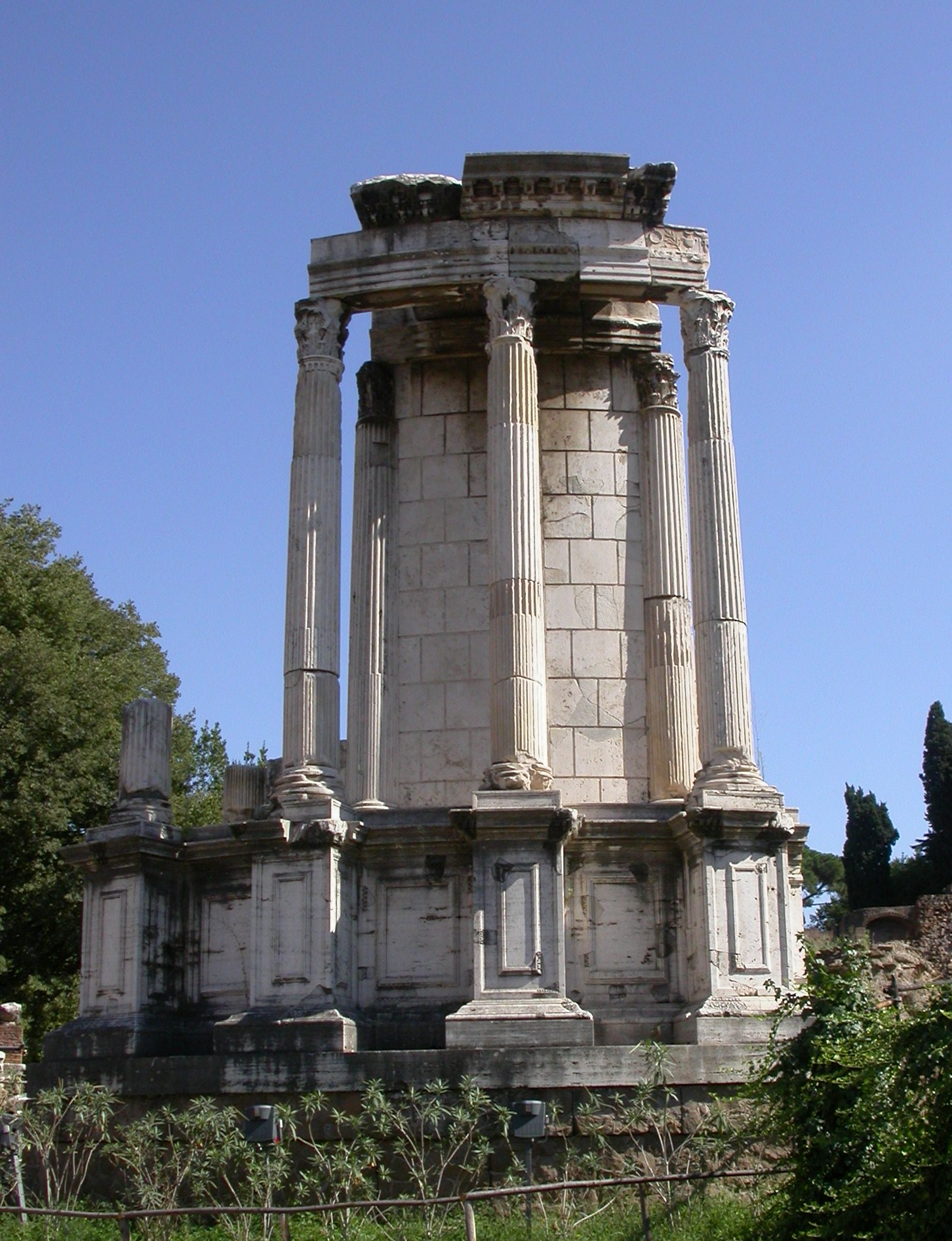
Temple rond de Vesta

### Autres villes italiennes
- Temple d'Apollon à Pompéi (périptère octastyle corinthien)
- Temple de Vesta à Tibur (temple rond corinthien)
- Temple de Jupiter taurin à Canusium (périptère hexastyle)
- Temple de Minerve à Assise (périptère sine postico hexastyle corinthien)
- Temple de la Sibylle, à Tibur (périptère sine postico tétrastyle ionique)
- Temple de la triade capitoline, à Brescia

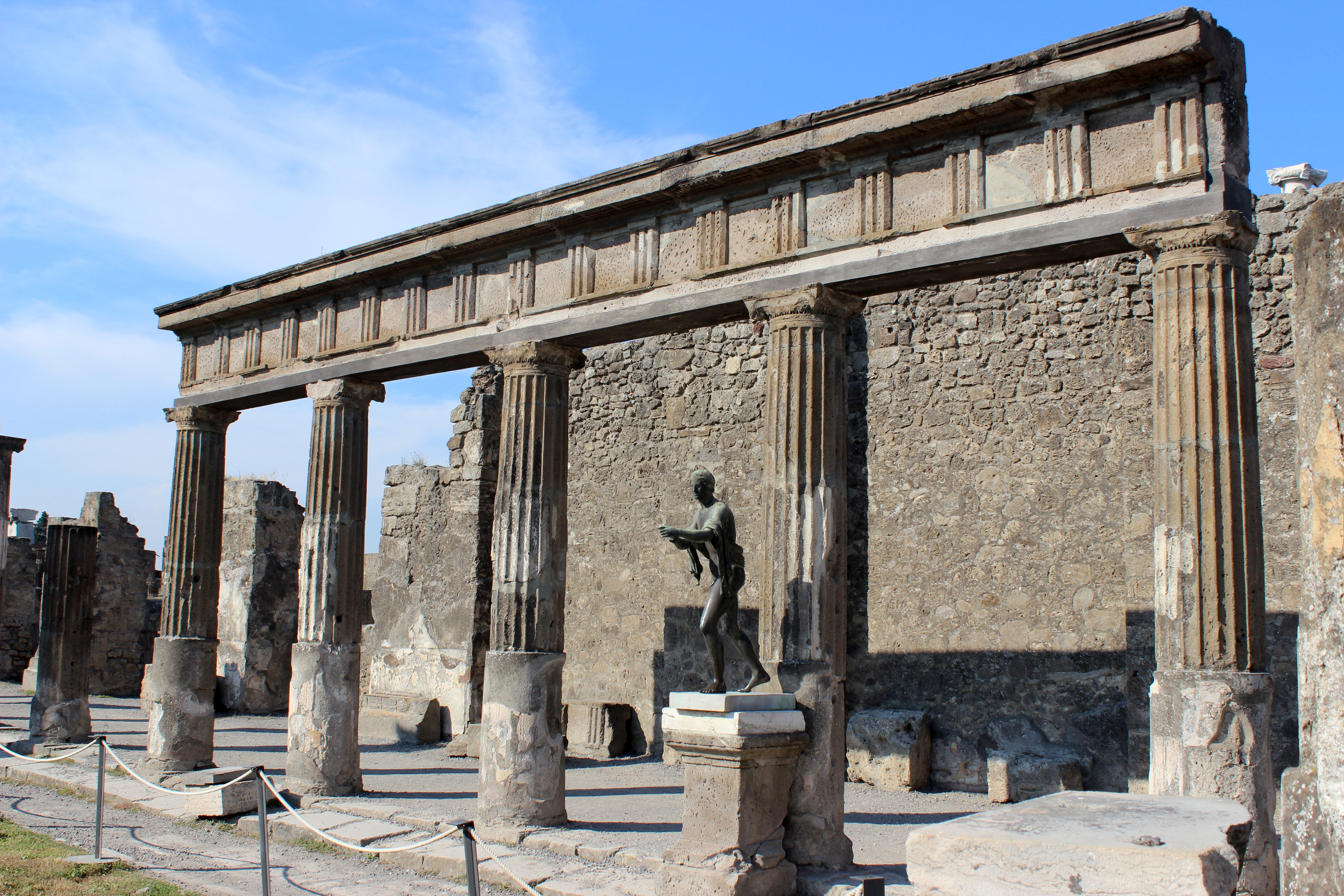
Temple d'Apollon à Pompéi
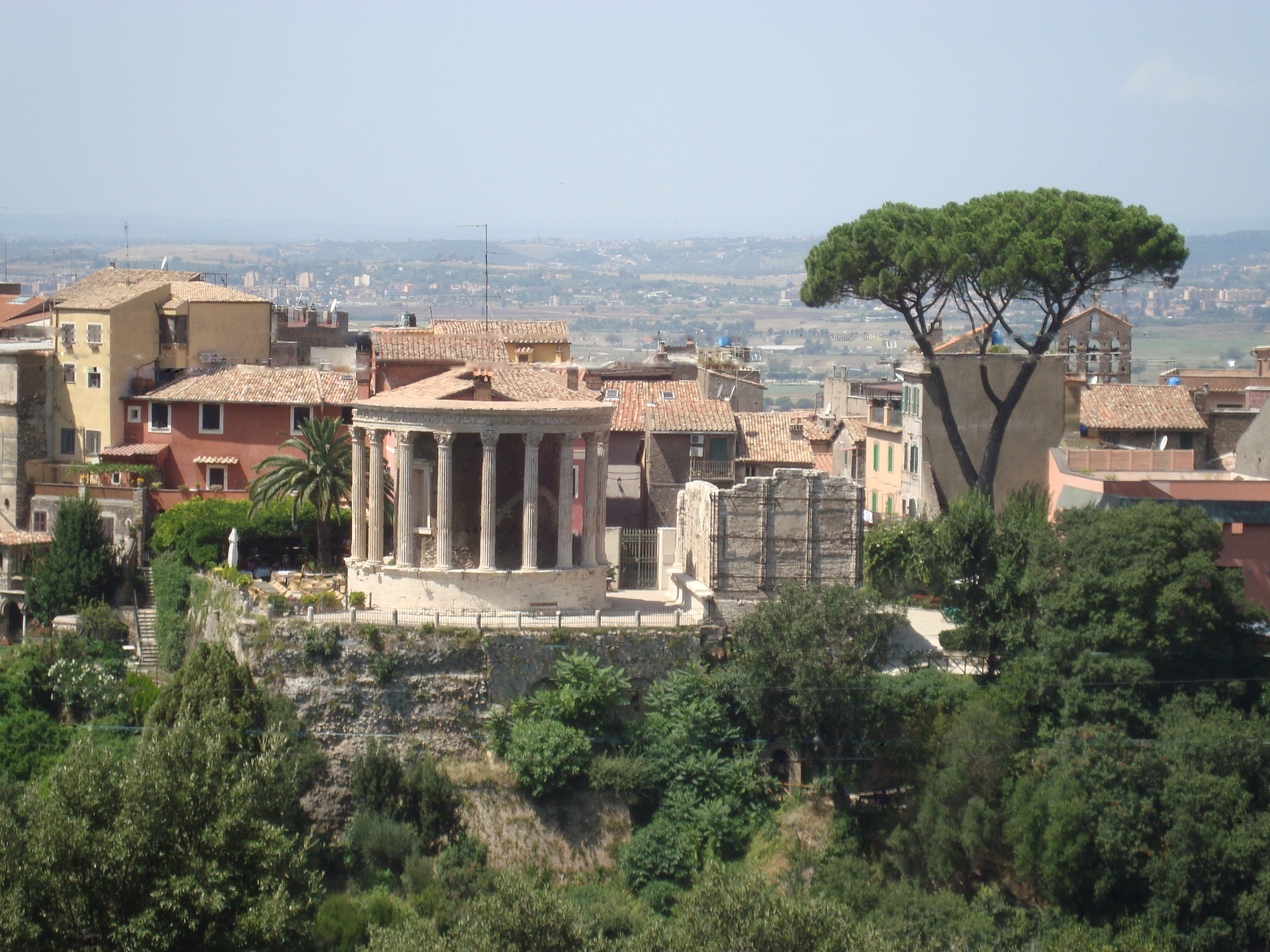
Temples de Vesta et de la Sibylle à Tivoli
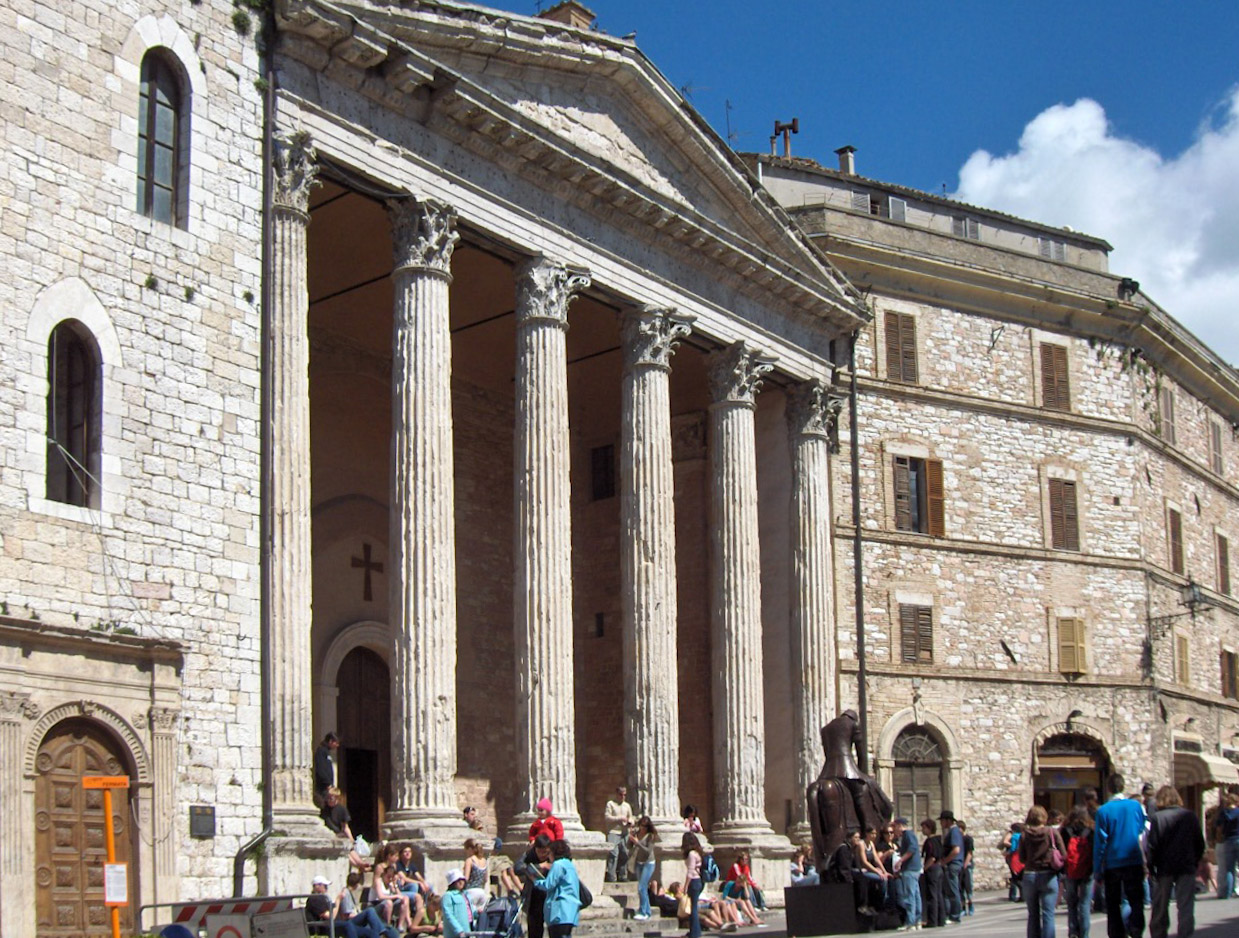
Temple de Minerve à Assise

### Dans les autres provinces de l'Empire
- Temple de Diane à Nîmes (cella voûtée)
- Maison Carrée à Nîmes (pseudo-périptère hexastyle corinthien)
- Temple d'Auguste et de Livie à Vienne (périptère sine postico hexastyle corinthien)
- Temple gallo-romain de la forêt d'Halatte
- Temple romain de Jublains
- Sanctuaire d'Isis et de Mater Magna à Mogontiacum
- Temple d'Esculape (Trèves)
- Temple romain d'Izernore
- Temple romain d'Évora (pseudo-périptère hexastyle corinthien)
- Temple romain de Château-Bas (prostyle hexastyle corinthien)
- Temple romain de Cordoue (périptère hexastyle corinthien)
- Temple d'Auguste à Barcelone (périptère hexastyle corinthien)
- Temple de Bacchus à Baalbek (périptère octastyle corinthien)
- Temple de Rome et Auguste à Pula (prostyle tétrastyle corinthien)
- Temple de Diane à Mérida (périptère hexastyle corinthien)
- Temple de Vic en Espagne
- Temple romain de Tarse, en Cilicie.

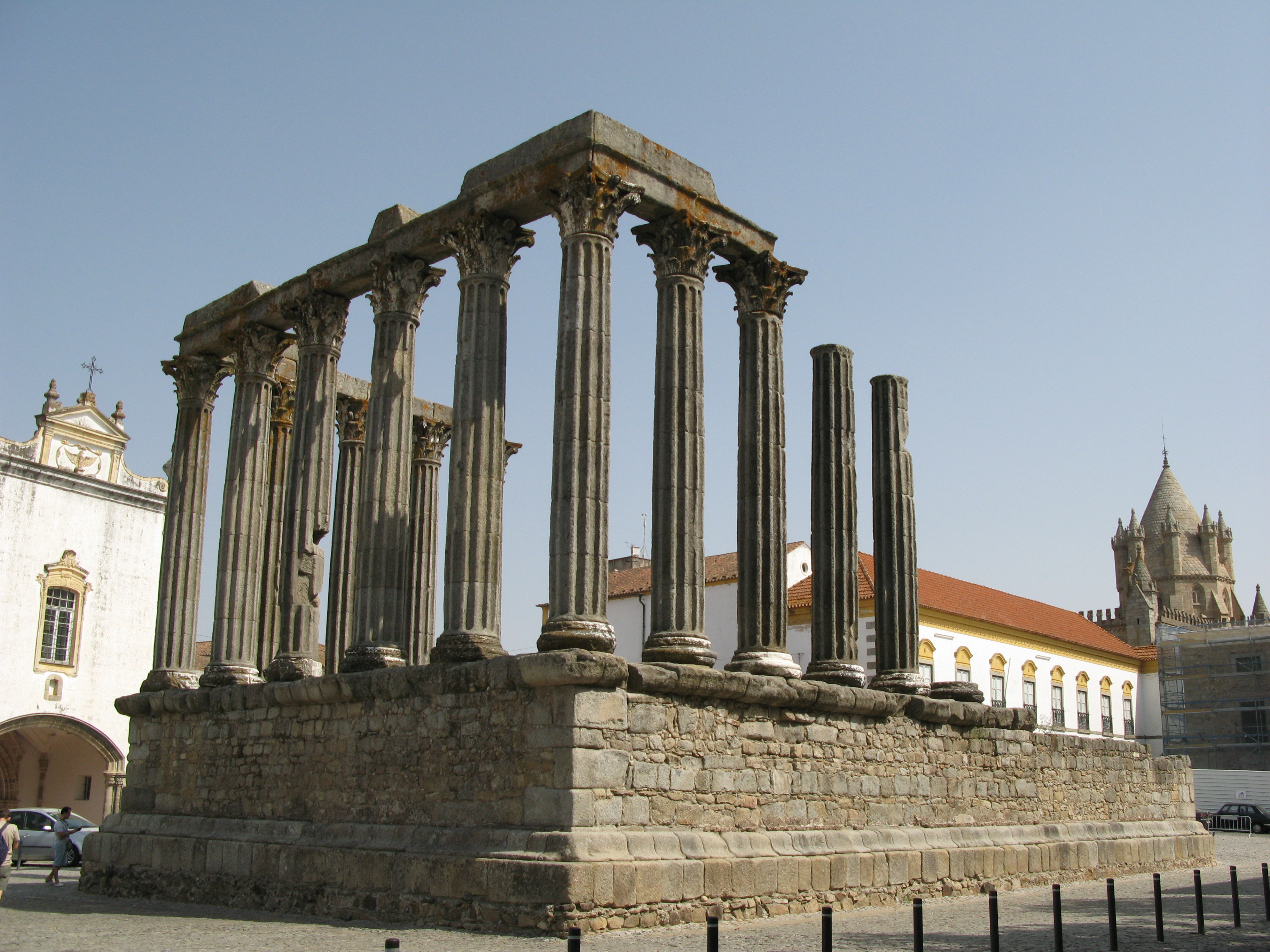
Temple d'Évora
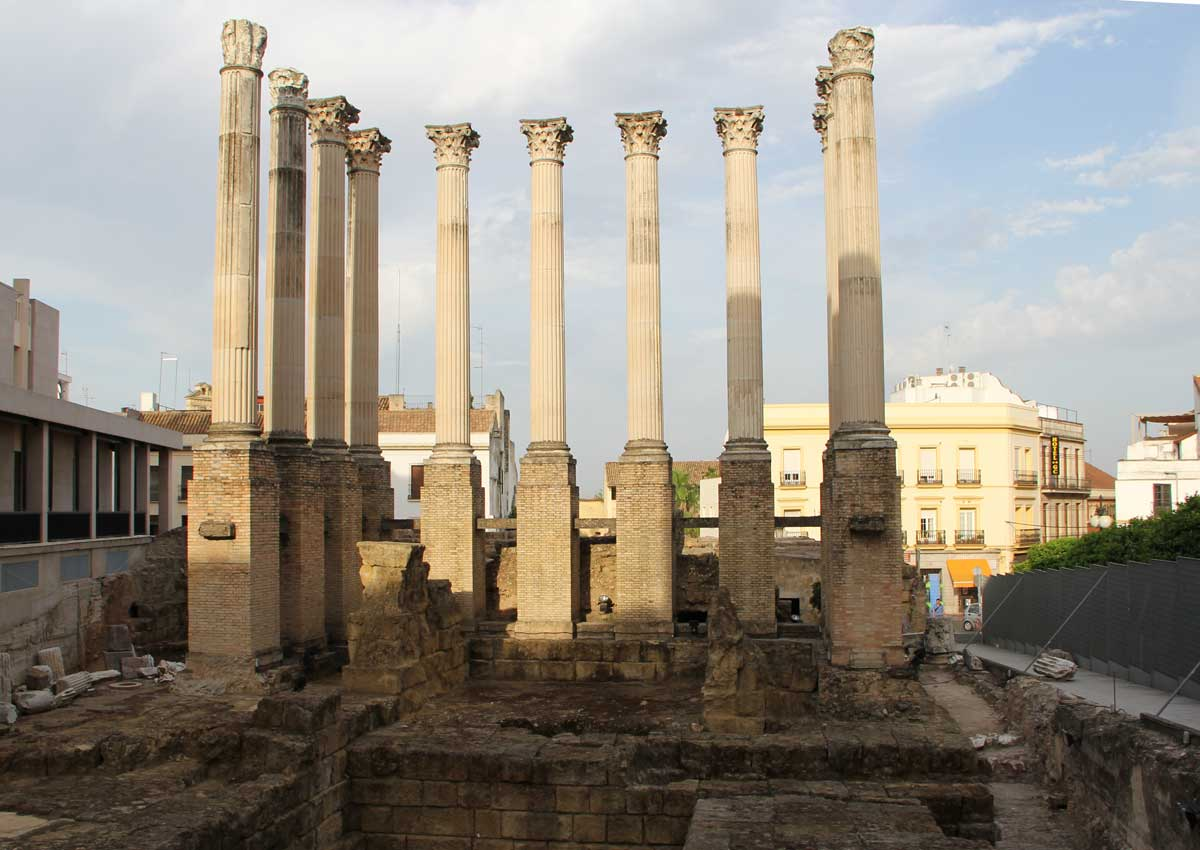
Temple romain de Cordoue
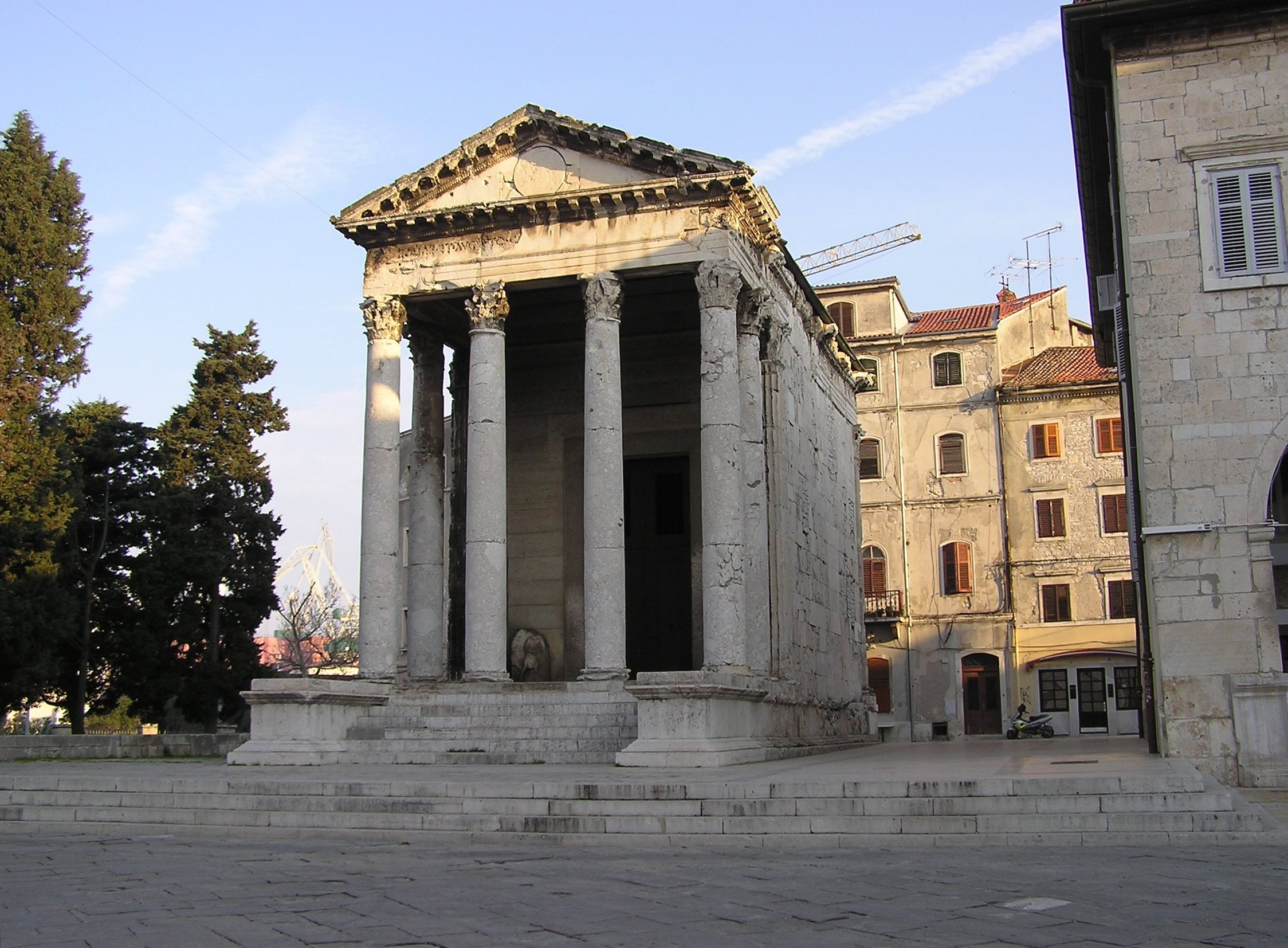
Temple de Rome et Auguste à Pula
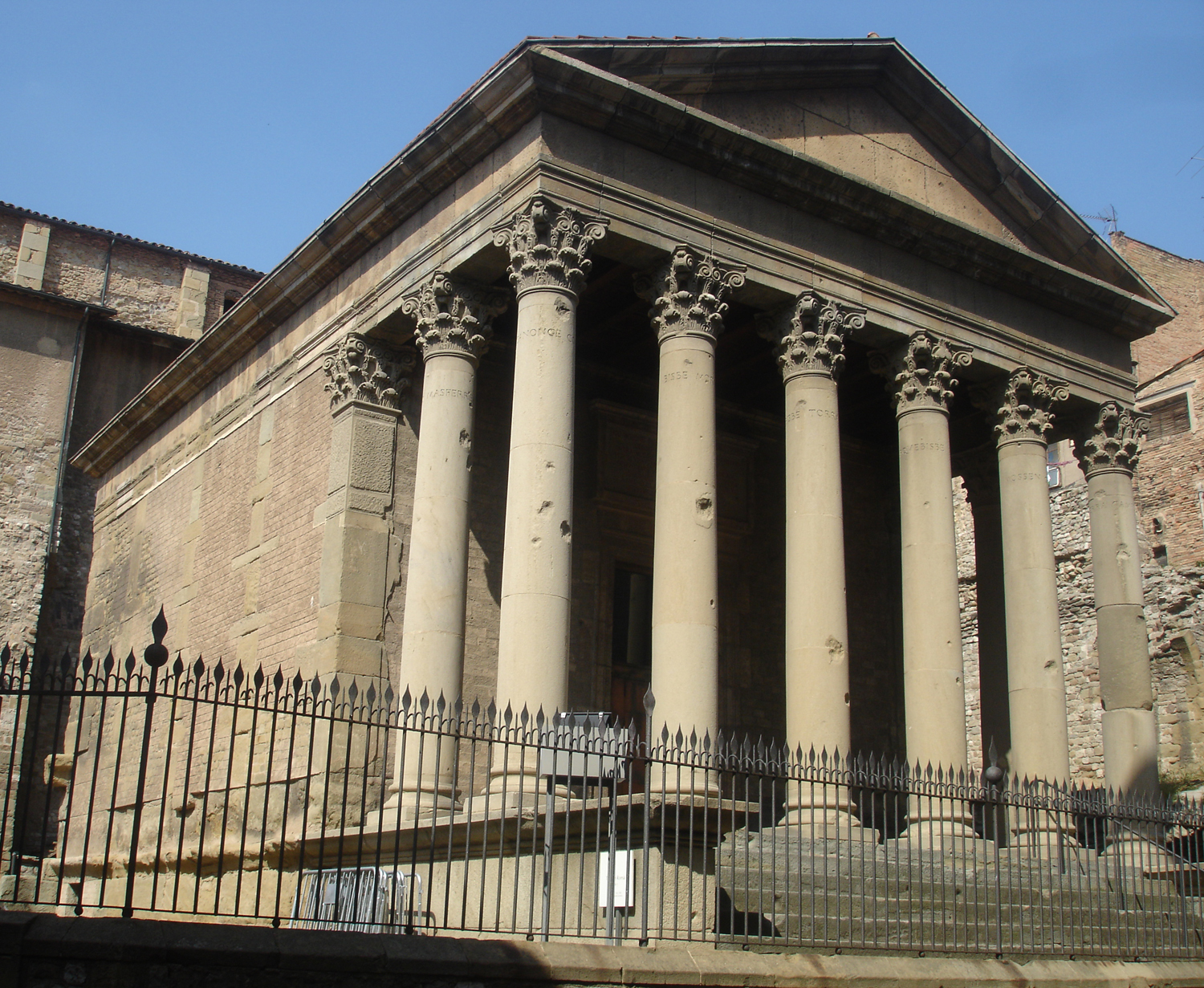
Temple de Vic à Barcelone

### Ouvrages généraux
- (en) William Smith, A Dictionary of Greek and Roman Antiquities, Londres, John Murray, 1875
- M.C. Howatson (dir.), Dictionnaire de l'Antiquité : mythologie, littérature, civilisation, Robert Laffont, coll. « Bouquins », 1989, 1065 p.
- (en) Lawrence Richardson, A New Topographical Dictionary of Ancient Rome, Baltimore, (Md.), Johns Hopkins University Press, 1992, 488 p. (ISBN 0-8018-4300-6)
- Pauline Ronet, « La religion romaine », Histoire antique & médiévale, no 75,‎ septembre-octobre 2014

### Ouvrages sur l'architecture romaine
- Pierre Gros, L'architecture romaine du début du IIIe siècle av. J.-C. à la fin du Haut-Empire, t. Ier : Les monuments publics, Paris, Picard, coll. « Les manuels d'art et d'archéologie antiques », 1996, 503 p. (ISBN 2-7084-0500-4)
- René Ginouvès, Dictionnaire méthodique de l'architecture grecque et romaine : Tome III. Espaces architecturaux, bâtiments et ensembles, Rome, École française de Rome, coll. « Publications de l'École française de Rome » (no 84), 1998, 492 p.
- (en) Jeffrey A. Becker, « Italic architecture of the earlier first millenium BCE », dans Roger B. Ulrich et Caroline K. Quenemoen (dir.), A Companion to Roman Architecture, Blackwell Publishing, coll. « Blackwell companions to the Ancient World », 2014, p. 6-26
- Fondation pour le Lexicon Iconographicum Mythologiae Classicae (LIMC), Thesaurus Cultus et Rituum Antiquorum (TesCRA), t. IV : Cult places, representations of cult places, Los Angeles, J. Paul Getty Museum, 2005, 485 p..

### Ouvrages sur le temple romain et son architecture
- (en) John W. Stamper, The architecture of roman temples : the Republic to the middle Empire, Cambridge University Press, 2005, 287 p. (ISBN 0-521-81068-X)
- Patrick Négrier, Le Temple et sa symbolique, Albin Michel, 1997, 272 p. (ISBN 2-226-08943-8)
- Frédéric Lontcho, « Construire pour les Dieux à Rome », L'Archéologue, no 117 « Temples romains restitués »,‎ décembre 2011-janvier 2012.
- Frédéric Lontcho, « La version gallo-romaine du temple gréco-romain : le fanum », L'Archéologue, no 117 « Temples romains restitués »,‎ décembre 2011-janvier 2012
- (en) Adam Ziolkowski, The temples of Mid-Republican Rome and their historical and topographical context, Rome, « L'Erma » di Bretschneider, coll. « Saggi di Storia Antica » (no 4), 1992, 341 p. (ISBN 88-7062-798-5)
- Jean-Loïc Le Quellec et Bernard Sergent, Dictionnaire critique de mythologie, Paris, CNRS Éditions, coll. « CNRS dictionnaires », 2017, 1553 p., s.v.temple, à Rome.

### Autres
- Despina Chatzivasiliou, « Fana, templa, delubra  : lieux de culte de l'Italie antique. Corpus raisonné, actualités scientifiques et réflexions », Anabases : traditions et réceptions de l'Antiquité, no 21 « Traductions latines du théâtre grec »,‎ avril 2015, p. 213-221 (DOI 10.4000/anabases.5327).
- Bernard Combet-Farnoux, Mercure romain : le culte public de Mercure et la fonction mercantile à Rome, de la république archaïque à l'époque augustéenne, Rome, École française de Rome, coll. « Bibliothèque des Écoles françaises d'Athènes et de Rome » (no 238), 1980, 528 p. (ISBN 2-7283-0469-6 (édité erroné), DOI 10.3406/befar.1980.1225).
- (es) José A. Delgado Delgado, « Religión y culto en el ara Pacis Augustae », Archivo español de arqueología, vol. 89,‎ novembre 2016, p. 71-94 (DOI 10.3989/aespa.089.016.004).
- André Magdelain, « L'inauguration de l'urbs et l'imperium », Mélanges de l'École française de Rome : Antiquité, t. 89,‎ janvier-juin 1977, p. 11-29 (lire en ligne).
- André Magdelain, « L'auguraculum de l'arx à Rome et dans d'autres villes », dans Jus, imperium, auctoritas : études de droit romain, Rome, École française de Rome, coll. « Collection de l'École française de Rome » (no 133), 1990, 795 p. (ISBN 2-7283-0172-7, lire en ligne), p. 193-207.
- (en) Michiel de Vaan, Etymological dictionary of Latin and the other Italic languages, Leyde et Boston, Brill, coll. « Leiden Indo-European etymological dictionary series » (no 7), 2008 (ISBN 978-90-04-16797-1, lire en ligne), s.v.templum, p. 610-611.
- Karolina Kaderka, Les décors tympanaux des temples de Rome, Bordeaux, Ausonius Editions, 2018, 396 p.